# Teo el pelirrojo
Pour plus de détails, voir Fiche technique et Distribution.
Teo el pelirrojo est un film espagnol réalisé par Paco Lucio, sorti en 1986.

## Fiche technique
- Titre : Teo el pelirrojo
- Réalisation : Paco Lucio
- Scénario : Paco Lucio
- Musique : Jan Garbarek et Rosita Perrer
- Photographie : Federico Ribes
- Montage : Luis Manuel del Valle
- Production : Pedro Roman
- Pays :  Espagne
- Genre : Drame
- Durée : 95 minutes
- Dates de sortie : 
  -  Allemagne de l'Ouest : février 1986 (Berlinale)

## Distribution
- Álvaro de Luna : Teo
- Juan Diego Botto : Santiago
- María Luisa San José : Viviana
- Ovidi Montllor : Luis
- Luis Escobar : Abuelo
- Concha Leza : Tía María
- Sarai Hermosa : Vleriana
- Daniel Barros : Matías

## Distinctions
Le film a été présenté en sélection officielle en compétition lors de Berlinale 1986.